# 일제강점기 우편저금
일제강점기 우편저금(日帝強占期 郵便貯金)은 일본 제국이 일제강점기 하의 식민지 주민에게 저금하게 한 뒤 돌려주지 않은 예금을 말한다.

## 내용
이 예금은 일본의 우편저금·간이생명보험 관리기구에 의하여 관리되고 있다. 2009년 일본의 언론사인 교도통신(共同通信)의 보도에 따르면 일본이 한반도와 만주, 타이완 등 옛 식민지 주민들에게 저금하게하고 돌려주지 않은 우편저금의 계좌수는 약 1천900만 개이고, 저금의 액면 금액은 이자를 포함하여 약 43억 엔에 이르는 것으로 나타났다고 보도하였다. 이 저금과 관련하여 대한민국의 일제강점하 강제동원피해 진상규명위원회가 2005년 6월과 9월 두 차례 일본에 우편저금과 노무자 공탁금 등 미수금 자료를 요구하는 공문을 보내었으나, 당시 일본은 노무자 공탁금 관련 자료만 제공하고, 우편저금에 대해서는 "잘 모르겠다"거나 "확인할 수 없다"는 답변으로 일관한 적이 있다.

## 연혁
- 1998년
  - 일본 국회에서 야당 의원 센고쿠 요시토가 사할린 잔류 한국인의 미지급 우편저금과 간이보험에 대하여 질문하여 당시 우정성 저금국 담당자가 "1997년 3월 현재 우편저금이 59만 계좌로 잔고가 1억8천700만엔"이라고 답변함.[2]
- 2010년
  - 8월 18일 일본의 언론인 교도통신과 시민단체 강제동원 진상규명 네트워크의 취재와 조사를 통하여 일본 우편저금·간이생명보험 관리기구가 식민지 민간인이 가입한 외지 우편저금이 약 1천800만 계좌로 저금 액면 잔액이 22억 엔이 있으며, 군인 등이 맡긴 군사우편저금이 약 70만 계좌로 예금 잔액 21억 엔이 존재한다고 답변함.[2]